# André Delbrel
Pour les articles homonymes, voir Delbrel.
Michel André Delbrel est un médecin et homme politique français né le 19 décembre 1803 à Moissac (Tarn-et-Garonne) et mort le 19 février 1853 à Moissac. Fils du député Pierre Delbrel, il est député de Tarn-et-Garonne de 1848 à 1851.

## Biographie
André Delbrel nait le 19 décembre 1803 à Moissac, son père  Pierre Delbrel est député lors de la première République et les Cent-Jours. Diplômé en médecine en 1825 à la faculté de médecine de Montpellier, il s'installe la même année à Moissac. Il est député de Tarn-et-Garonne de 1848 à 1851, siégeant avec les républicains partisans du général Cavaignac.

## Sources
- Ressource relative à la vie publique :   - Base Sycomore
- « André Delbrel », dans Adolphe Robert et Gaston Cougny, Dictionnaire des parlementaires français, Edgar Bourloton, 1889-1891 [détail de l’édition]